# 晉平公主

晋平公主（?—?），唐朝公主，是中国唐朝第九代皇帝唐德宗李适的女儿。她的生母不详，史书仅仅记载了她的封号晋平公主，晋平公主没到适婚年龄，就已经去世。  